# ユタカフーズ
ユタカフーズ株式会社（英: YUTAKA FOODS CORPORATION）は、愛知県知多郡武豊町に本社を置く調味料製造メーカーである。

## 概要
1919年（大正8年）製材業として創業。その後、航空機部品の製造に業態転換するも、1945年（昭和20年）に再び木製品工場に転換。味噌や醤油などの醸造を始めたのは1952年（昭和27年）のことである。
1976年（昭和51年）には東洋水産が経営参加し、東洋水産グループの一員となっている。

## 沿革
- 1919年（大正8年）1月 - 山二製材工場として創業。
- 1944年（昭和19年）10月 - 株式会社に改組し、株式会社山二航空機製作所に商号を変更。
- 1945年（昭和20年）8月 - 山二産業株式会社に商号を変更。
- 1952年（昭和27年）
  - 5月 - 豊産業株式会社に商号を変更。
  - 6月 - 豊醸造株式会社を吸収合併。
- 1953年（昭和28年）5月 - 豊醤油に商号を変更。
- 1961年（昭和36年）10月 - 名古屋証券取引所市場第2部に株式を上場。
- 1976年（昭和51年）8月 - 東洋水産株式会社が経営参加。現在もTSグループに所属。
- 1997年（平成9年）10月 - ユタカフーズ株式会社に商号を変更。
- 2000年（平成12年）3月 - 東京証券取引所市場第2部に株式を上場。
- 2003年（平成15年）4月 - 東洋水産株式会社から山陰東洋株式会社の営業を譲受け、鳥取工場とする。
- 2012年（平成24年）4月 - 愛知ブランド企業の認定を受ける。
- 2022年（令和4年）4月 - 証券取引所の市場区分の見直しにより、東京証券取引所市場第2部からスタンダード市場へ、名古屋証券取引所市場第2部からメイン市場へ移行。

## 製品
- 液体調味料
- 粉末調味料
- チルド食品
- インスタントラーメン

## 所在地
- 本社、本社工場 - 愛知県知多郡武豊町
- 鳥取工場 - 鳥取県境港市

## 関連会社
- 東和エステート株式会社
- スルガ東洋株式会社